# 納比哈比爾清真寺
纳比哈比尔清真寺（阿拉伯语：‎），或稱“先知亚伯的清真寺”，是座献给亞伯的清真寺，位于大马士革西部山区，靠近扎巴达尼山谷，俯瞰叙利亚黎凡特巴拉达河（ 瓦迪巴拉達 ）的村庄。 

## 簡介
清真寺，穆斯林咸認為亞當之子亞伯（阿拉伯语：‎）的墳墓所在。穆斯林經常來清真寺朝聖。1599年，奧斯曼帝國的Ahmad ibn Ridwan帕夏建造清真寺。清真寺有40個米哈拉布。傳說中，亞伯遭他的兄弟該隱（阿拉伯语：‎）殺害，成為人類第一個謀殺案。
清真寺也是德魯茲派的宗教場所。

## 腳註

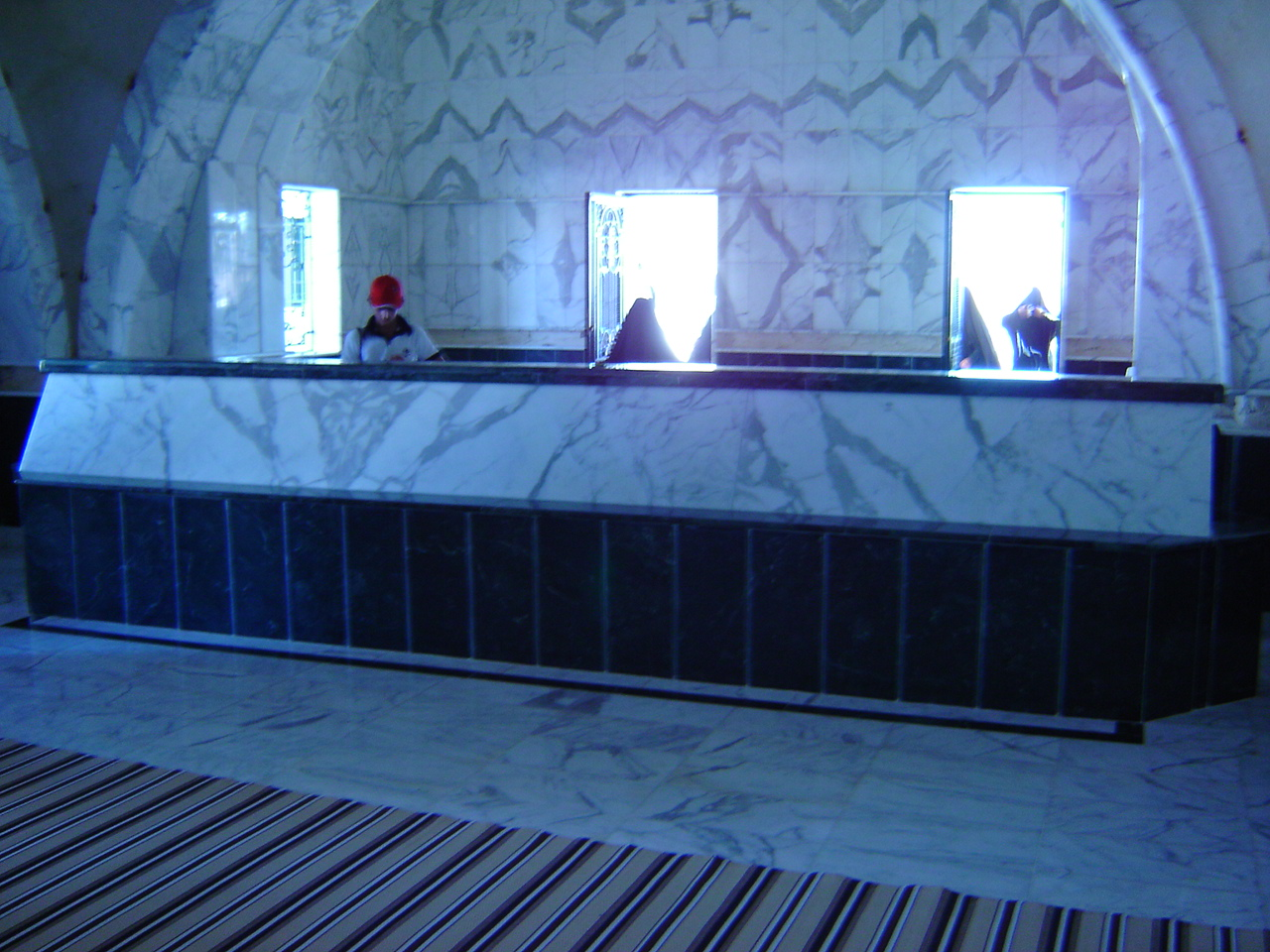
清真寺内的亚伯墓

1. 1 2  Syria. . homelandsyria.com.   [2019-08-14]. （原始内容存档于2020-05-14） （美国英语）.
2. ↑  Habeeb Salloum. . Arabamerica.com. 3 May 2017  [12 August 2017]. （原始内容存档于2017-10-13）.